# Vitilio Masiello
Vitilio Masiello (San Vito dei Normanni, 16 novembre 1934 – Bari, 3 aprile 2018) è stato un italianista, critico letterario e politico italiano.

## Biografia
Fu tra i fondatori della Facoltà di Lingue e letterature straniere dell'Università di Bari e ne divenne anche preside. 
Impegnato in politica con il Partito Comunista Italiano, venne eletto alla Camera dei Deputati nel 1976, per poi essere confermato anche alle elezioni del 1979. Si dimise dalla carica il 2 febbraio 1983, a pochi mesi dalla fine anticipata della legislatura. Tornò poi all'insegnamento accademico.
Era sposato con Silvana Orlando e aveva due figlie, Angela e Simonetta. È morto il 3 aprile 2018 all'età di 83 anni.